# Katedra w Blois
Katedra św. Ludwika w Blois (fr. Cathédrale Saint-Louis de Blois) – kościół położony w Blois.
Budowla powstała w V w. jako kaplica św. Piotra. Po ogłoszeniu w X w. świętym jednego z pochowanych w niej biskupów Chartes, nasilił się ruch pielgrzymkowy, w związku z czym w XII w. zaczęto wznosić kolegiatę. W połowie XVI w. Franciszek I rozpoczął przebudowę w stylu renesansowym, która trwała do XVII w. 3 czerwca 1678 r. huragan zniszczył nieukończoną budowlę, a rok później zdecydowano o jej odbudowie w stylu gotyckim. W 1697 r. utworzono biskupstwo w Blois, a prace przy odbudowie katedry zakończono w 1703 r., zmieniając jej patrona na św. Ludwika. W XIX w. dobudowano wieniec kaplic.
W północnej wieży znajduje się kaplica z XII w., w której znajduje się marmurowa płaskorzeźba przedstawiająca chrzest Jezusa, pochodząca prawdopodobnie z grobu matki Stanisława Leszczyńskiego. Witraże są rekonstrukcją oryginalnych witraży zniszczonych wskutek bombardowania w czasie II wojny światowej.